# Signari de Bolvir

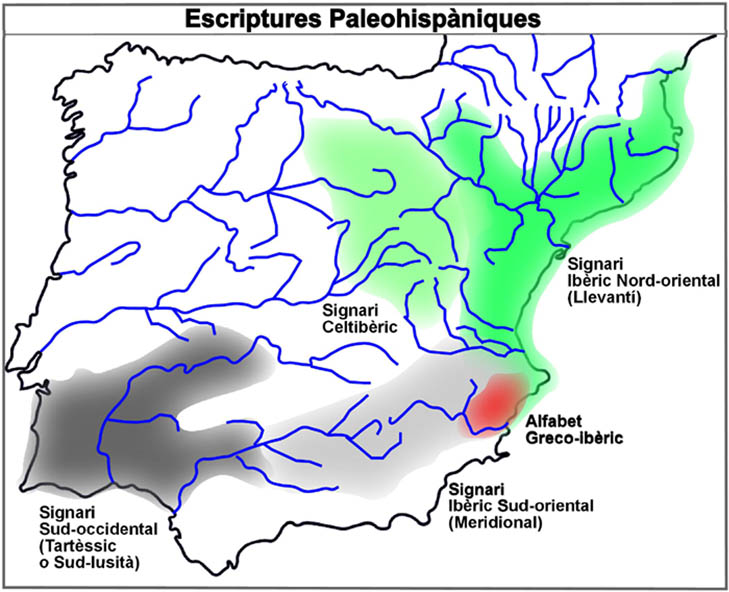
Escriptures paleohispàniques

El signari de Bolvir (Bolvir, Cerdanya) és un signari ibèric nord-oriental dual realitzat sobre una roca a l'aire lliure que va ser identificat el 2012. Aquesta inscripció forma part d'un conjunt de més de trenta roques repartides pels diferents municipis de la Cerdanya que contenen més d'un centenar d'inscripcions ibèriques. El signari està escrit de dreta a esquerra, a la inversa del que és habitual, i només es conserva la primera meitat. La seva cronologia paleogràfica aproximada podria estar entre finals del s. III aC o principis del s. II aC. El signari està organitzat per parelles de variants d'un mateix signe, on sempre la variant que porta un traç més, la variant complexa, la sorda en el cas de les oclusives dentals i velars, apareix davant de la variant simple, la sonora en el cas de les oclusives dentals i velars.
kugubabitadakogotede[-]tuduŕutiditodo+[
Uns anys abans ja havien aparegut dos altres signaris de característiques similars, el signari del Castellet de Bernabé i el signari del Tos Pelat, que no només presenten dualitats a les oclusives dentals i velars, sinó també a vocals i a algunes consonants contínues. Simultàniament es va publicar el signari de Ger, també rupestre, que com el de Ger només presenta dualitats a les oclusives dentals i velars.
L'ordre dels signes no coincideix exactament amb cap dels altres signaris ibèrics coneguts ni tampoc amb el que es derivaria del signari d'Espanca, del grup meridional, que era l'únic signari paleohispànic conegut fins a l'aparició dels signaris ibèrics. La seva presència en una inscripció rupestre no sembla que estigués motivada per activitats relacionades amb l'aprenentatge de l'escriptura, sinó que es pensa que podria tenir una funció votiva, tal com passa amb abecedaris d'epigrafies contemporànies a la ibèrica.